# 387年
| 千纪： | 1千纪 |
| 世纪： | 3世纪 \| 4世纪 \| 5世纪 |
| 年代： | 350年代 \| 360年代 \| 370年代 \| 380年代 \| 390年代 \| 400年代 \| 410年代                                                        |
| 年份： | 382年 \| 383年 \| 384年 \| 385年 \| 386年 \| 387年 \| 388年 \| 389年 \| 390年 \| 391年 \| 392年                                  |
| 纪年： | 丁亥年（猪年）；东晋太元十二年；前秦太初二年；后燕建興二年；后秦建初二年；西燕中興二年；西秦建义三年；北魏登国二年；后凉太安二年 |

## 大事记
- 中國
  - 晉孝武帝與丞相司馬道子著手加強皇權，以河北戰事不利為由解除了謝玄對北府軍的領導權。
  - 慕容永盡殺治下的慕容儁、慕容垂子孫，慕容柔、慕容盛及慕容會從西燕都城長子到達中山投奔後燕。
  - 上谷人王敏殺太守封戢，代郡人許謙亦驅逐太守賈閏，皆據郡依附劉顯，慕容麟領兵討伐，殺王敏。
  - 劉顯掠奪劉衞辰向後燕進貢的馬匹，慕容垂派慕容楷及慕容麟進攻劉顯，劉顯兵敗逃到馬邑，又和拓跋珪聯軍大破劉顯，劉顯逃至西燕。
  - 井陘人賈鮑趁慕容垂南征翟遼，招引北山丁零翟瑤等夜襲中山，並攻下外城。慕容宙與慕容寶內外夾擊之下大敗賈鮑等人，盡俘其眾，賈鮑及翟瑤隻身逃走。
- 罗马帝国
  - 丧偶的皇帝狄奥多西一世与Galla，同事瓦伦提尼安二世的姐妹结婚。
  - 在不列顛發動叛變的將領馬克西穆斯入侵義大利，西羅馬帝國皇帝瓦倫提尼安二世出奔東羅馬帝國薩洛尼卡。

### 按主题

#### 艺术与科学
- 希腊医生Oribase发表了关于瘫痪和出血的论文。

#### 宗教
- 圣奥古斯丁接受米兰主教安波罗修的洗礼。

## 出生
- 圣帕特里克，爱尔兰岛的主保圣人

## 逝世
- Aelia Flaccilla，罗马帝国皇帝狄奥多西一世的妻子
- Saint Monica，圣奥古斯丁的母亲